# Бёрд, Питер
Питер Бёрд (англ. Peter Bird) — британский океанский гребец, совершивший первый одиночный переход на вёслах через Тихий океан.

## Биография
Заинтересовался океанской греблей в 1968 году, когда прочел о пересечении Атлантики командой Джона Фэрфакса, Чарлза Блита и Джона Риджвея.
Совершил первый одиночный переход на вёслах через Тихий океан на судне «Hele on Britania» длиной 9.7 метра.
Бёрд стартовал из Сан-Франциско, США, 23 августа 1982 года. Финишировал в Австралии 14 июля 1983 года.
Затратил 294 дня и прошёл 14480 километров.
В 1992 Бёрд запланировал попытку пересечь Тихий океан в обратном направлении - со стороны России в США. Было предпринято 4 попытки, одна из которых длилась 304 дня, проведенных в море. В 1996 году он предпринял пятую, выйдя из Находки 27 марта. 3 июня 1996 от него был получен сигнал бедствия, через несколько часов сильно поврежденная лодка была найдена российскими спасателями пустой. Тело Берда обнаружено не было.